# Amtosaurus
Amtosaurus magnus
Genre
Espèce
Amtosaurus (« lézard d'Amtgai ») est un genre éteint de dinosaures ornithischiens  ayant vécu en Mongolie au cours du Crétacé supérieur Cénomanien et Turonien), il y a environ entre 100 et 90 Ma (millions d'années)
Une seule espèce est rattachée à ce genre, Amtosaurus magnus.

## Description
La définition de l'espèce est basée sur un seul fragment de crâne.
Ce reste crânien fut d'abord attribué à un ankylosauridé avant d'être attribué à un hadrosaure. Parish et Barrett déclarèrent le taxon nomen dubium en 2004. Une deuxième espèce, Amtosaurus archibaldi, fut décrite en 2002 par Averianov avant d'être assignée à un nouveau genre monospécifique Bissektipelta archibaldi.

## Classification
Le nom valide complet (avec auteur) de ce taxon est Amtosaurus Kurzanov & Tumanova (d), 1978.
Selon GBIF (25 février 2024) aucune espèce ne représenterait ce genre désormais.